# Hrotová bruska

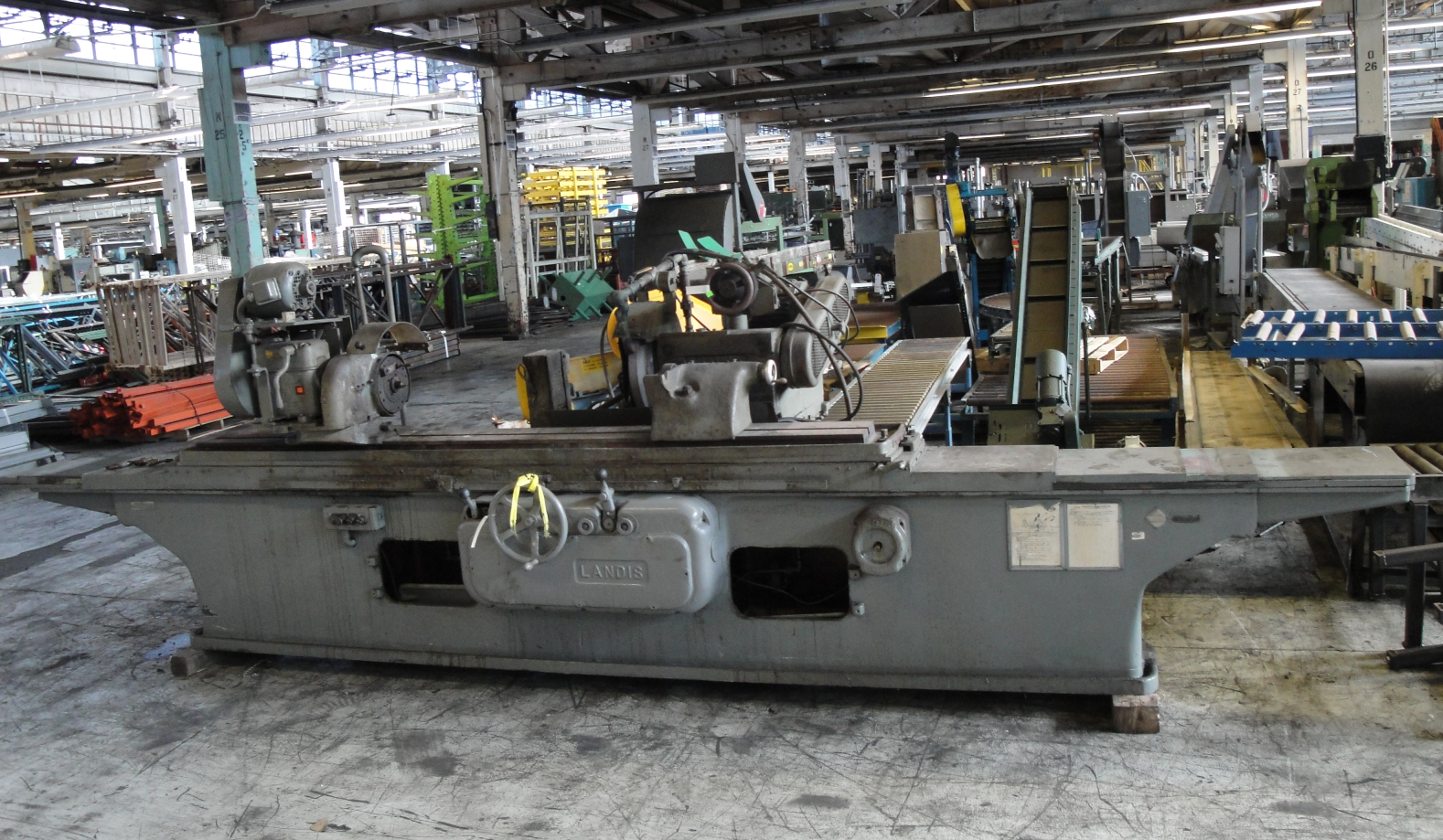
Hrotová bruska s posuvným stolem

Hrotová bruska (také bruska na kulato) je stroj na broušení vnějších i vnitřních válcových a vůbec rotačních ploch. Obrobek se upíná mezi hroty nebo do sklíčidla pracovního vřeteníku a brusný kotouč se posouvá podél osy obrobku (axiální broušení), případně také kolmo k této ose (zápichové broušení). Broušení se užívá hlavně při dokončovacích pracích, kdy se z obrobku odebírá malé množství materiálu a obrobek dostává přesný tvar. Při broušení se dosahuje velké přesnosti (běžně až 0,001 mm) a povrchu s malou drsností (Ra až 0,025 μm).

## Konstrukce
U menších a středních hrotových brusek je obrobek upnut mezi pracovní vřeteník a koníka na stole, který se posouvá podél jeho osy, a brousicí vřeteník obstarává pouze posun kolmo k této ose. Naproti tomu velké brusky mají pevný stůl a brousicí vřeteník se posouvá ve dvou osách.

## Bruska na díry
Pro broušení vnitřních válcových a rotačních ploch se obrobek upíná do sklíčidla pracovního vřeteníku, kdežto brousicí vřeteník se posouvá po loži a obstarává podélný i příčný posuv. Protože brusné kotouče mají obvykle malý průměr, musí mít brousicí vřeteník vysoké otáčky, běžně až 25 000 ot/min, speciální brusky až 120 000 ot/min.